# Лејди Гага
Стефани Џоан Анџелина Џерманота (енгл. Stefani Joanne Angelina Germanotta; Њујорк, 28. март 1986), професионално позната као Лејди Гага (енгл. Lady Gaga), америчка је певачица, кантауторка и глумица. Позната је по реинвенцији имиџа и музичкој свестраности. Са наступима је почела као тинејџерка, певајући по разним локалима и глумећи у школским представама. Студирала је на Факултету уметности Универзитета у Њујорку, али је прекинула студије како би се посветила музичкој каријери. Након што је дискографска кућа Def Jam Recordings раскинула уговор са њом, радила је као текстописац за Sony/ATV Music Publishing, где је 2007. године потписала заједнички уговор са Interscope Records-ом и Ејконовом кућом, KonLive Distribution. Гага се истакла следеће године са својим дебитантским студијским албумом, The Fame, и сингловима „Just Dance” и „Poker Face”, који су се нашли на врху листа. Албум је касније реиздат и садржи EP The Fame Monster (2009), који је донео успешне синглове „Bad Romance”, „Telephone” и „Alejandro”.
Гагиних пет наредних студијских албума дебитовали су на врху америчке листе  200. Њен други дугометражни албум, Born This Way (2011), истраживао је електронски рок и техно поп, а продат је у више од милион примерака у првој недељи. Насловна песма је постала најбрже продавана песма на iTunes Store-у, са више од милион преузимања за мање од недељу дана. Након свог трећег албума под утицајем ЕДМ-а, Artpop (2013), и његовог главног сингла „Applause”, Гага је објавила џез албум Cheek to Cheek (2014) са Тонијем Бенетом и софт рок албум Joanne (2016). Такође се упустила у глуму, играјући главне улоге у мини-серији Америчка хорор прича: Хотел (2015—2016), за коју је добила награду Златни глобус за најбољу глумицу, и критички хваљеној мјузикл-драми Звезда је рођена (2018). Њен допринос саундтреку за филм, који је изнедрио сингл „Shallow”, учинио ју је првом женом која је освојила Оскара, Греми, БАФТА-у и Златни глобус у једној години. Гага се вратила својим денс-поп коренима са својим шестим студијским албумом, Chromatica (2020), који је изнедрио сингл „Rain on Me”. Након тога је наставила заједничким албумом са Бенетом, Love for Sale, и главном улогом у биографско-криминалистичком филму Гучијеви, оба из 2021. године.
Пошто је продала 124 милиона плоча до 2014. године, Гага је једна од најуспешнијих извођача на свету и четврта музичарка са највећом зарадом 2010-их. Њена признања садрже 12 награда Греми, 18 МТВ видео музичких награда, 16 Гинисових рекорда, награде Дворане славних текстописаца и Савета модних дизајнера Америке, као и признање Billboard-а за извођачицу године (2010) и жену године (2015). Такође је уврштена у неколико ранг-листа моћи Forbes-а и заузела је четврто место на листи -а за најбоље жене у музици (2012). Часопис  ју је прогласио једном од 100 најутицајнијих људи на свету 2010. и 2019. и додао је на своју листу 100 модних икона свих времена. Њена филантропија и активизам се усредсређују на свест о душевном здрављу и ЛГБТ правима; 2012. године основала је Born This Way Foundation, непрофитну организацију која има за циљ да оснажи младе, побољша душевно здравље и спречи малтретирање. Гагин пословни подухват чини и Haus Laboratories, вегански козметички бренд који је покренут 2019. године.

## Живот и каријера

### 1986—2005: Детињство и младост
Стефани Џоан Анџелина Џерманота рођена је 28. марта 1986. године у болници Ленокс Хил на Менхетну, у Њујорку, као део католичке породице. Њени родитељи су италијанског порекла, а уз то вуче даље француско-канадске корене. Њени родитељи су Синтија Луис (рођена Бисет) и Џозеф Џерманота, интернет предузетник. Уз њих има и млађу сестру, Натали. Гага каже за своје родитеље да потичу из ниже-класних породица и да су за све морали напорно да раде. Од своје једанаесте године, похађала је приватну женску римокатоличку школу, где јој је Ники Хилтон била једна од школских другова. Себе, током својих средњошколских дана, описује као „веома посвећену, веома студиозну, веома дисциплиновану” али и „помало несигурну”. За то време, сматра себе особом која штрчи у друштву истичући да су је исмевали што је или „превише провокативна или превише ексцентрична”.
Гага је почела свирати клавир са своје четири године када је њена мајка инсистирала на томе постане „култивисана млада дама”. Ишла је на часове клавира и вежбала кроз цело своје детињство. На тим часовима је научила да свира музику слушајући, нешто што је више преферирала од читања партитура. Родитељи су је храбрили да се бави музиком и учланили су је у музичку школу. Као тинејџерка почела је са наступима по локалима. Такође је играла главне улоге у мјузиклима који су се одигравали у оближњим мушким средњим школама. Десет година је учила методску глуму на Институту за театар и филм Лија Стразбера. Гага је неуспешно покушавала да се пробије на глумачку сцену у Њујорку, иако се појавила с малом улогом као средњошколка 2001. године у једној од епизода серије Породица Сопрано. О свом каснијом преласку на музику изјавила је:
Не знам тачно одакле потиче моја склоност ка музици, али ради се о нечему што ми најлакше иде. Кад сам имала око три године, а можда сам била и млађа, мајка ми стално прича непријатну причу како сам се подупирала и свирала на диркама јер сам била премала да бих дохватила како треба. Само бих дотакла нижи крај клавира... Била сам веома добра на клавиру тако да су моји први инстикти били да напорно радим на њему, можда нисам природно добра плесачица, али сам природно добра музичарка. То је нешто у чему мислим да сам најбоља.
Године 2003, са својих 17 година, Гагу су примили на музичку академију Универзитета у Њујорку у Тишову школу уметности. Становала је у студентском дому. Ту је изучавала музику и побољшала своје вештине текстописца пишући есеје о уметности, религији, друштвеним проблемима и политици, укључујући и дисертације о поп уметницима Спенсеру Танику и Дејмијену Херсту. Током другог семестра на другој години, напустила је школу 2005. да би се посветила својој музичкој каријери. Те године се појавила на MTV-ју у једној скривеној камери.
Године 2014, Гага је изјавила да је силована када је имала 19 година, због чега је касније прошла кроз менталну и физичку терапију. Болује од пострауматског стрес поремећаја који приписује инциденту, а каже да јој је помогла подршка подршка од лекара, породице и пријатеља. Касније је пружила додатне детаље о силовању, укључујући да је „особа која ме је силовала оставила трудну на углу куће мојих родитеља јер сам повраћала и била сам болесна. Зато што сам била злостављана. Била сам закључана у студију месецима.”

### 2005—2007: Почетак каријере
Године 2005, Гага је снимила две песме са хип-хопером Мелом Мелом, намењене звучној књизи која представља обраду дечјег романа Крискета Кејсија, The Portal in the Park. Такође је формирала музичку групу са својим пријатељима из Њујорка, под називом . Имали су свирке по Њујорку, где су се усталили на клупској сцени. Године 2006, Венди Старланд, ловац на таленте, препоручила је Гагу музичком продуценту, Робу Фусарију. Фусари је сарађивао са Гагом, која је свакодневно путовала у Њу Џерзи и помагао јој да развије своје песме и компонује нови материјал. Продуцент је изјавио да су њих двоје почели да се забављају у мају 2006. и тврдио је да је он прва особа која ју је назвала „Лејди Гага”, што је изведено из назива песме групе Queen, „Radio Ga Ga”. Веза између њих двоје је трајала до јануара 2007.
Фусари и Гага су основали компанију под називом Team Lovechild, LLC, како би потпомогли њену каријеру. Снимали су и продуцирали електропоп песме које су касније слали руководиоцима из музичке индустрије. Џошуа Сарубин, један од директора у Def Jam Recordings-у, позитивно је одговорио и, након сагласности шефа Сарубина, Антонија Ел-Еј Рида, Гага је потписала за Def Jam у септембру 2006. Три месеца касније, добила је отказ и вратила се својој породици за Божић. Започела је са кабаре наступима, који према њеним речима за њу представљају слободу. Током овог периода, упознала је перформанс извођачицу Лејди Старлајт, која јој је касније помогла при развијању своје персоне на сцени. Њих две су наступале по многим градским клубовима, изводећи наступе посвећене актима из 1970-их. Такође су наступиле на музичком фестивалу Lollapalooza 2007. године.
Након што се првобитно посветила авангардној електро-денс музици, Гага је почела са укључивањем поп мелодија и глам рок стила Дејвида Боуија и групе Queen у своје песме. Док су Гага и Старлајт наступале, Фусари је наставио са развојем песама које је створио са њом, шаљући их продуценту и извршном руководиоцу, Винсенту Херберту. У новембру 2007, Херберт је потписао уговор са Гагом за Streamline Records, заштићеним брендом Interscope Records/а, који је основан tog meseca. Гага је касније назвала Херберта човеком који ју је открио. Гага је касније навела Херберта као човека који ју је открио. Радећи као приправник-текстописац током свог стажа за Famous Music Publishing, Гага је потписала уговор за Sony/ATV и затим је унајмљена да пише песме за Бритни Спирс, New Kids on the Block, Ферги и The Pussycat Dolls. У Interscope-у, музичар Ејкон је био одушевљен њеним певачким способностима када ју је чуо kako пева вокале намењене за једну од његових песама. Ејкон је убедио Џимија Ajовина, председника и извршног директора Interscope Geffen A&M Records-a, да направе заједнички договор да Гага такође поптише и за његову кућу, KonLive.
Крајем 2007, Гага је упознала текстописца и продуцента RedOne-а. Заједно су радили у студију недељу дана на њеном дебитантском албуму, док она затим потписала уговор за Cherrytree Records, заштићени бренд Interscope-а који је основао продуцент и текстописац Мартин Кирсенбаум са којим је написала четири песме. Након што је закључила уговоре, изјавила је да неке радио-станице сматрају њену музику „превише жестоком”, „денс оријентисаном” и „алтернативном” за мејнстрим тржиште. Изјавила је: „Моје име је Лејди Гага, на музичкој сцени сам годинама, и кажем вам, оно што следи сам ја.”

### 2008—2010: Пробој са албумимаи
Године 2008, Гага се преселила у Лос Анђелес како би интензивније радила са својом издавачком кућом на свом дебитантском албуму, The Fame, и како би направила свој креативни тим који је назвала Haus of Gaga, по угледу на студио Ендија Ворхола. , објављен 19. августа 2008, досегао је прво место у Аустрији, Канади, Немачкој, Ирској, Швајцарској и Уједињеном Краљевству и једно од првих пет места у Аустралији и Сједињеним Државама. Прва два сингла, „Just Dance” и „”, забележили су прво место у Сједињеним Државама, Аустралији, Канади и Уједињеном Краљевству. Другопоменути је био најпродаванији сингл 2009. године са 9,8 милиона продатих примерака и провео је рекордне 83 недеље на листи часописа Billboard, Digital Songs. Три су још сингла, „Eh, Eh (Nothing Else I Can Say)”, „LoveGame” и „Paparazzi” објављена са албума, од којих је последњи био број један у Немачкој. Ремикс верзије синглова са овог албума, изузев „Eh, Eh (Nothing Else I Can Say”, нашле су се на албуму Hitmixes у августу 2009. На 52. додели награда Греми, „The Fame” и „Poker Face” су освојили награде за најбољи денс или електронски албум и најбољи денс снимак.
Након што је 2009. године наступала као уводна тачка на светској турнеји групе The Pussycat Dolls, Doll Domination Tour, Гага је најавила своју светску турнеју која је трајала од марта до септембра 2009, како би што боље промовисала албум. Путујући светом, написала је осам песама за The Fame Monster, реиздање албума The Fame. Те песме су објављене  18. новембра 2009. године, посебно као EP. Први сингл са тог албума, „Bad Romance” објављен је месец дана раније и заузео је прво место у Канади и у Уједињеном Краљевству, број два у Сједињеним Државама, Аустралији и на Новом Зеланду. „Telephone”, сарадња са Бијонсе, пратио га је као други сингл и постао је Гагин четврти број један у Уједињеном Краљевству. Трећи сингл био је „Alejandro” и достигао је прво место у Финској. Музички спот песме је изазвао контроверзе када је оптужен за богохуљење од стране Католичке лиге. Обе песме су биле међу првих пет у Сједињеним Државама. Музички спот за „Bad Romance” постао је најгледанији видео на YouTube-у свих времена у априлу 2010, а у октобру исте године Гага је постала прва особа са више од милијарду укупних прегледа. На додели МТВ видео музичких награда 2010, освојила је осам награда од укупно 13 номинација, укључујући и награду за спот године за „Bad Romance”. Постала је извођач са највише номинација у једној години, као и прва жена која је зарадила две номинације за спот године на истој додели. The Fame Monster освојио је награду Греми за најбољи поп вокални албум, док је „Bad Romance” освојио награде за најбољи женски поп вокални наступ и за најбољи музички спот кратке форме на 53. додели награда Греми.
Године 2009, Гага је провела рекордних 150 недеља на UK Singles Chart-у и постала је извођачица са највише дигиталних преузимања у једној години у Сједињеним Државама, са 11,1 милионом преузимања, чиме је ушла у Гинисову књигу рекорда. The Fame и The Fame Monster заједно су продати у више од 15 милиона примера широм света. Овај успех подстакао је Гагу да крене на своју другу светску турнеју, The Monster Ball Tour, и да објави The Remix, свој последњи албум за Cherrytree Records, који је касније постао један од најпродаванијих ремикс-албума свих времена. The Monster Ball Tour одвијао се од новембра 2009. до маја 2011. и зарадио је 227,4 милиона долара, чиме је постала турнеја са највише зарађеног новца за једног дебитанта. Концерти одржани у Медисон сквер гардену у Њујорку су посебно снимљени за телевизијски специјал HBO-а, Lady Gaga Presents the Monster Ball Tour: At Madison Square Garden. Гага је такође наступала на разним церемонијама и доделама престижних музичких награда попут Греми и Брит. Пре смрти Мајкла Џексона, Гага је заказала наступе на његовој предвиђеној концертној серији This Is It, која је требало да се одржи у лондонској O2 арени.
Током овог периода, Гага се упустила у посао, сарађујући са компанијом Coty, Inc.за потрошачку електронику, Monster Cable Products како би креирала слушалице за уши, опточене драгуљима, под називом . У јануару 2010, удружила се са Polaroid-ом као њихов креативни директор и најавила пакет производа за снимање фотографија под називом . Њена сарадња са њеним претходним продуцентом и бившим дечком, Робом Фусаријем, довела је до тужбе против њеног продуцентског тима, Mermaid Music LLC. У то време, Гага је била позитивна на лупус, али је тврдила да на њу не утичу симптоми и нада се да ће се одржати здрав начин живота.

### 2011—2014:,и
У фебруару 2011, Гага је објавила „Born This Way”, водећи сингл са њеног истоименог студијског албума. Песма је продата у више од милион примера у току првих пет дана чиме је поставила нови Гинисов рекорд за најбрже продавани сингл на iTunes-у. Дебитовао је на врху листе Billboard Hot 100, поставши хиљадити број један сингл у историји те топ-листе. Два месеца касније, објављен је други сингл, „”, а затим и трећи, „The Edge of Glory”. Оба сингла су била међу првих десет у Сједињеним Државама и Уједињеном Краљевству. За разлику од њених претходних радова, музички спот за „The Edge of Glory” је приказује саму како бежи од ватре и како плеше без замршене кореографије и пратећих плесача.
Born This Way објављен је 23. маја 2011. и дебитовао је на врху листе  200 са продајом од 1,1 милиона примерака у првој недељи. Албум је продат у осам милиона примерака широм света и зарадио је три номинације за Греми, укључујући и трећу узастопну номинацију за албум године.  га је 2020. уврстио међу „500 најбољих албума свих времена”. Наредни објављени синглови били су „You and I” и „Marry the Night”, који су заузимали шесто и 29. место у Сједињеним Државама. Док је снимала спот за прво поменуту песму, Гага је упознала и започела везу са глумцем Тејлором Кинијем, који игра њену љубавну симпатију. У априлу 2012, започела је концертну турнеју, Born This Way Ball, која је замишљена да траје до следећег марта, али се завршила месец дана пре услед њене повреде десног кука која је захтевала медицински захват. Због отказаних преосталих концерата, рефундирано је око 25 милиона долара, али је укупно зарађено око 184 милиона.
Године 2011, Гага је радила са Тонијем Бенетом на џез верзији песме „”, Елтоном Џоном на „Hello Hello” за анимирани филм Гномео и Јулија и групом The Lonely Island и Џастином Тимберлејком на песми „3-Way (The Golden Rule”. Исте године, наступила је у Сиднејској градској дворани како би промовисала албум и у склопу 65. рођендана бившег америчког председника, Била Клинтона. У новембру, појавила се у телевизијском специјалу за Дан захвалности, под називом A Very Gaga Thanksgiving, који је привукао пажњу око 5,7 милиона Американаца и водио ка објави њеног четвртог EP-ја, A Very Gaga Holiday. Године 2012, Гага је гостовала као анимирана верзија себе у епизоди серије Симпсонови и објавила свој први парфем, Lady Gaga Fame, након чега је уследио други, Eau de Gaga, 2014. године.
Почетком 2012, Гага је у току концертне турнеје почела са радом на свом трећем студијском албуму, Artpop. Хтела је да направи албум који би представљао рефлексију „ноћи у клубу”. У августу 2013, објавила је водећи сингл са албума, „”, који је досегао прво место у Мађарској, четврто у Сједињеним Државама и пето у Уједињеном Краљевству. Музички спот за песму „Aura” праћен је искључиво текстом песме и објављен је у октобру како би промовисао филм Роберта Родригеза, Мачета убија у ком Гага игра убицу под именом Камелеон. Филм је добио углавном негативне критике и зарадио је дупло мање у односу на свој буџет од 33 милиона долара. Други сингл са албума, „Do What U Want”, у ком гостује певач Р. Кели, објављен је крајем поменутог месеца и заузео је прво место у Мађарској и 13. место у Сједињеним Државама. Artpop је објављен 6. новембра 2013. и добио је помешане критике. Хелен Браун из The Daily Telegraph-а критиковала је Гагу што је направила још један албум о својој слави и сумњала је у оригиналност албума, али је додала да је „одличан за плесање”. Албум је дебитовао на врху листе Billboard 200 и продат је у више од 2,5 милиона примерака до јула 2014. „G.U.Y.” је објављен као трећи сингл у марту 2014. и досегао је до 76. места у Сједињеним Државама.
У новембру 2013, Гага је водила програм емисије Уживо суботом увече. Након свог другог телевизијског специјала за Дан захвалности на ABC-ју, под називом Lady Gaga and the Muppets Holiday Spectacular, наступила је са Кристином Агилером у финалу пете сезоне америчког талент-шоуа The Voice. У марту 2014, Гага је одржала седмодневну концертну резиденцију посвећену последњим наступима у њујоршкој дворани Роузленд болрум пре њеног коначног затварања. Два месеца касније, започела је турнеју ArtRave: The Artpop Ball, ослањајући се на концепте њеног промотивног догађаја, ArtRave. На овој турнеји која је зарадила 83 милиона долара, наступила је у градовима где је на претходној турнеји отказала наступе. У међувремену, Гага је прекинула сарадњу са дугогодишњим менаџером, Тројем Картером, због наводних креативних разлика и до јуна 2014. са новим менаџером, Бобијем Кемпбелом се придружила компанији Artist Nation. Кратко се појавила у Родригезовом филму Град греха: Убиства вредна, као и главно лице у кампањи Versace-а за сезону пролеће-јесен 2014, под називом „Lady Gaga for Versace”.
У септембру 2014, Гага је објавила џез албум са Тонијем Бенетом, Cheek to Cheek. Инспирација за албум потиче од њеног пријатељства са Бенетом и њеном фасцинираношћу џез музиком још од детињства. Пре објављивања албума, објављени су синглови „Anything Goes” и „I Can't Give You Anything But Love”. Албум је добио углавном позитивне критике критичара. Керолајн Саливан из The Guardian-а је похвалила Гагине вокале, а Хауард Рајч из Chicago Tribune-а је написао да албум сервира „праву ствар, од почетка до краја”. Cheek to Cheek је Гагин трећи узастопни број један албум на листи  200 и донео јој је награду Греми за најбољи традиционални поп вокални албум. Поменути двојац је снимио концертни специјал  и започео турнеју Cheek to Cheek Tour која је трајала од децембра 2014. до августа 2015. године.

### 2015—2017:Америчка хорор прича,и наступ на Супербоулу
У фебруару 2015, Гага се верила за Тејлора Кинија. Након млаке реакције јавности на њене последње радове, Гага је решила да изнова ради на свом имиџу и стилу. Према часопису Billboard, ова промена је кренула с објавом албума Cheek to Cheek и њеним наступом на 87. додели Оскара, где је извела сплет песама из мјузикла Моје песме, моји снови у знак посвети Џули Ендруз. Оцењен од стране Billboard-а као један од њених најбољих икад, наступ је покренуо више од 214 хиљада интеракција у минути глобално на Facebook-у. Гага и Дајана Ворен су написале песму „Til It Happens to You” за документарни филм The Hunting Ground, која им је донела награду Сателит за најбољу оригиналну песму и номинацију за Оскара у истој категорији. Гага је освојила награду Billboard-а за жену године и награду за савремену икону 2015. године, коју додељује Кућа славних текстописаца.
Гага је током целог свог детињства желела да постане глумица, што јој је пошло за руком кад се појавили у серији Америчка хорор прича: Хотел. Приказујући се од октобра 2015. до јануара 2016, Хотел је пета сезона антологијске хорор серије Америчка хорор прича, у којој Гага игра Елизабет. На 73. додели Златних глобуса, Гага је освојила награду за најбољу глумицу у мини-серији или телевизијском филму за поменуту улогу. Појавила се у модном филму Ника Најта, као део пролећне кампање Тома Форда за 2016. годину. Такође се опробала и као гостујући уредник за 99. издање модног часописа V, објављеном у јануару 2016. у 16 различитих насловница. Добила је и награду за дизајнера године на додели Модних награда у Лос Анђелесу.
У фебруару 2016, Гага је певала америчку химну на Супербоулу 50, у партнерству са Intel-ом и Најлом Роџерсом на наступу у част покојног Дејвида Боуија на 58. додели награда Греми и певала је „Til It Happens to You” на 88. додели Оскара, где ју је представио Џо Бајден, а на сцени ју је пратило 50 људи који су претрпели сексуални напад. Тог априла је добила награду за уметнике на додели награда за образовање Џејн Ортнер од музеја Греми, која одаје признање уметницима који су показали страст и посвећеност образовању кроз уметност. Њена веридба са Тејлором Кинијем окончана је у јулу; касније је рекла да се њена каријера умешала у њихову везу.
Гага је играла вештицу у шестој сезони серије Америчка хорор прича, Америчка хорор прича: Роаноук, која је емитована од септембра до новембра 2016. Та улога је одредила будући правац њене музике ка мрачнијим темама. У септембру 2016, објавила је водећи сингл, „Perfect Illusion”, са њеног петог студијског албума, који се нашао на врху листи у Француској и на 15. месту у Сједињеним Државама. Албум, под називом Joanne, назван је по Гагиној тетки која је представљала музичку инспирацију за њу. Објављен је 21. октобра 2016. и постао је Гагин четврти албум број један на листи Billboard 200, чиме је постала прва жена која је четири пута стигла до врха америчке листе током 2010-их. Наредни сингл, „Million Reasons“, објављен је следећег месеца и нашао се на четвртом месту у Сједињеним Државама. Касније је објавила посебну верзију насловне песме одсвирану на клавиру и њоме освојила награду Греми за најбољи поп соло наступ. Како би промовисала албум, Гага је одржала тродневни концерт Dive Bar Tour.
Као главни извођач, Гага је наступила 5. фебруара 2017. током полувремена Супербоула LI. На њеном наступу коришћене су стотине осветљених дронова који су формирали различите облике на небу изнад стадиона, што је представљало први пут употребу такве технологије на програму Супербоула. Наступ је привукао пажњу 117,5 милиона гледалаца у Сједињеним Државама, надмашивши гледаност саме утакмице од 113,3 милиона гледалаца. Наступ је донео Гаги 410 хиљада дигиталних преузимања њених песама у Сједињеним Државама као и номинацију за Еми. CBS Sports је сместио њен наступ на друго место најбољих наступа на Супербоулу свих времена. У априлу, Гага је била главна звезда на фестивалу Коачела. Након тога је објавила самостални сингл, „The Cure”, који је ушао међу топ 10 у Аустралији. У августу, Гага је започела турнеју Joanne World Tour, коју је најавила након наступа на Супербоулу LI. Стварање и припремање наступа за Супербоул LI снимљено је и документовано у документарном филму Gaga: Five Foot Two, чија је премијера била тог септембра на Netflix-у. Кроз филм се може видети како Гага пати од хроничног бола за који је касније откривено да се јавља као последица фибромиалгије. Због тога, Гага је морала отказати десет последњих заказаних наступа у оквиру поменуте светске турнеје, која је на крају донела 95 милиона долара од 842 хиљаде продатих карата.

### 2018—2020:Звезда је рођена, резиденција у Вегасу и
У марту 2018, Гага је подржала скуп за контролу оружја, Марш за наше животе, у Вашингтону и објавила обраду песме Елтона Џона, „Your Song”, за његов албум Revamp. Крајем године, наступила је у улози певачице, Ели у мјузикл љубавној драми Бредлија Купера, Звезда је рођена, римејку истоименог филма из 1937. Филм прати Елину везу са певачем, Џексоном Мејном (Купер), која постаје све напетија како њена каријера баца у сенку његову. Добио је позитивне критике критичара, уз консензус да филм има „привлачне трагове, спретну режију и упечатљиву љубавну причу”. Купер је пришао Гаги након што ју је видео како наступа на прикупљању средстава за истраживање рака. Гага, као обожаватељка Куперовог рада, прихватила је понуду да раде заједно јер се филм бави темама као што су зависност и депресија. Премијера филма била је на Филмском фестивалу у Венецији, а тог октобра је објављен широм света. Филмски критичари похвалили су Гагин наступ, а Питер Бредшо из -The Guardian}--а рекао је за филм да је „нечувено гледљив” и изјавио да „Гагина способност да буде делом обична особа, а делом ванземаљска славна царица, функционише на највишем нивоу”; Стефани Захарек из часописа -Time}- је на сличан начин истакла њен „нокаут наступ” и открила да је „харизматична” без своје уобичајене шминке, перика и костима. За улогу, Гага је освојила награде Националног одбора за рецензију филмова и Удружења телевизијских филмских критичара, поред тога што је добила номинације за Оскара, Златни глобус, Награду Удружења филмских глумаца и награду БАФТА за најбољу глумицу.
Гага и Купер су написали и продуцирали већину песама на саундртреку филма Звезда је рођена, за који је инсистирала да изведу уживо у филму. Водећи сингл са саундтрека, „-Shallow}-”, који изводе њих двоје, објављен је 27. септембра 2018. и био је на врху листи у многим земљама, укључујући Аустралију, Уједињено Краљевство и Сједињене Државе. Саундтрек садржи 34 песама, међу којим и 17 оригиналних песама и добио је углавном позитивне критике; Марк Кенеди из -The Washington Post}--а назвао га је „чудом са пет звездица”, а Бен Бомонт-Томас из The Guardian-а назвао га је „инстант класиком пуним Гагине емоционалне моћи”. Комерцијално, дебитовао је на првом месту у Сједињеним Државама, чиме је Гага постала једина жена са пет број један америчких албума током 2010-их и прекинула Тејлор Свифт као жену са највише њих ове деценије; Свифтова се поново изједначила са њом 2019. Албум се нашао на врху и у Аустралији, Канади, Ирској, Швајцарском, Уједињеном Краљевству и на Новом Зеланду. Од јуна 2019. године, саундтрек је продат у преко шест милиона примерака широм света. Албум је Гаги освојио четири награде Греми — за најбољу компилацију музике за визуелне медије и најбољи поп дуо или групу и најбољу песму за визуелни медиј за „Shallow”, као и последњу категорију за „I'll Never Love Again” — и награду БАФТА за најбољу филмску музику. „Shallow” јој је такође донео Оскара, Златни глобус и Филмску награду по избору критичара за најбољу оригиналну песму.
У октобру, Гага је објавила своју веридбу са агентом за таленте, Кристијаном Карином, којег је упознала почетком 2017. Они су раскинули веридбу у фебруару 2019. године. Гага је потписала концертну резиденцију под називом -Lady Gaga Enigma + Jazz & Piano}-, за наступ у Ем-Џи-Ем парк театру у Лас Вегасу. Резиденција се састоји од две врсте шоуа: Enigma, која се усредсређује на театралност и садржи Гагине највеће хитове, и Jazz & Piano, који садржи нумере из Great American Songbook-а и скраћене верзије Гагиних песама. Enigma је отворена у децембру 2018, а Jazz & Piano у јануару 2019. године. Гага је покренула своју веганску линију шминке, -Haus Laboratories}-, у септембру 2019. ексклузивно на -Amazon}--у. Састоји се од 40 производа, укључујући течне оловке за очи, сјајила за усне и налепницу за маску за лице, достигао је прво место на листи најпродаванијих ружева Amazon-а. У фебруару 2020, Гага је започела везу са предузетником, Мајклом Поланским.
Гагин шести студијски албум, Chromatica, објављен је 29. маја 2020, уз позитивне критике. Дебитовао је на врху америчких листа, поставши њен шести узастопни албум број један у земљи, и достигао прво место у више од десет других територија, укључујући Аустралију, Канаду, Француску, Италију и Уједињено Краљевство. Албуму су претходила два сингла, „Stupid Love”, 28. фебруара 2020, и „-Rain on Me}-”, са Аријаном Гранде, 22. маја. Сингл „Rain on Me” је освојио награду за најбољи поп дуо или групу на 63. додели награда Греми, и дебитовао је на првом месту у Сједињеним Државама, што је Гагу учинило трећом особом на врху топ-листе у земљи у 2000-им, 2010-им и 2020-им. На додели МТВ видео музичких награда 2020, Гага је освојила пет награда, укључујући инаугурацију награде Трајкон, која одаје признање извођачима оствареним у различитим областима индустрије забаве. У септембру 2020. године, појавила се у видео кампањи за парфем Valentino-а, Voce Viva, певајући скраћену верзију песме „Sine from Above”, заједно са групом манекена.

### 2021:иГучијеви
Дана 20. јануара 2021, током инаугурације Џоа Бајдена за 46. председника Сједињених Америчких Држава, Гага је певала америчку химну. У фебруару 2021, њен шетач паса, Рајан Фишер хоспитализован је након што је упуцан у Холивуду. Два њена француска булдога, Кожи и Густав, одведени су, док је трећи пас по имену Мис Ејжа побегао и полиција га је потом пронашла. Гага је касније понудила награду од 500.000 долара за повратак својих љубимаца. Два дана касније, 26. фебруара, једна жена је довела псе у полицијску станицу у Лос Анђелесу. Оба пса су била неповређена. Полиција Лос Анђелеса је првобитно рекла да жена која је оставила псе није била умешана у пуцњаву, али је 29. априла била једна од пет особа оптужених у вези са пуцњавом и крађом.
У априлу 2021, Гага се удружила са брендом шампањца, Dom Pérignon и појавила се у реклами коју је снимио Ник Најт. Дана 3. септембра, објавила је свој трећи ремикс-албум, Dawn of Chromatica. Дана 30. септембра, уследио је њен други заједнички албум са Тонијем Бенетом, под називом . Албум је добио углавном позитивне критике и дебитовао је на осмом месту у Сједињеним Државама. Да би га промовисали, 3. и 5. августа су представили пар наступа у Радио сити мјузик холу, под називом . Специјални једносатни специјал, који садржи наступе са концерата, биће премијерно приказан 28. новембра 2021, истовремено на CBS-у и Paramount+-у. Још једно извођење дуа снимљено је за MTV Unplugged и требало би да буде објављено крајем 2021. године, а документарни филм, под називом The Lady and the Legend, који ће садржати снимке са снимања два заједничка албума Бенета и Гаге, биће доступан ексклузивно на Paramount+-у, а датум премијере тек треба да буде објављен.
Након наступа у телевизијском специјалу Пријатељи: Поново заједно, у којем је Гага певала песму „Smelly Cat” са Лисом Кудроу, глумила је Патрицију Ређани, која је осуђена да је унајмила убицу да убије свог бившег мужа и бившег шефа модне куће Gucci, Мауриција Гучија (глуми Адам Драјвер), у биографско-криминалистичком филму Ридлија Скота, под називом Гучијеви. За потребе улоге, Гага је научила да говори са италијанским акцентом. Такође је остала у карактеру 18 месеци, говорећи са акцентом девет месеци током тог периода. Иако је филм добио помешане критике, критичари су похвалили Гагин наступ.

## Стваралаштво

### Узори
Гага је одрастала слушајући извођаче као што су Мајкл Џексон, The Beatles, Стиви Вондер, Queen, Брус Спрингстин, Pink Floyd, Мараја Кери, Grateful Dead, Led Zeppelin, Витни Хјустон, Елтон Џон, Кристина Агилера, Blondie и Garbage, који имају утицај на њену музику. Гагина музичка инспирација варира од денс-поп певача као што су Мадона и Мајкл Џексон до глам рок извођача попут Дејвида Боуија и Фредија Меркјурија, радова поп извођача Ендија Ворхола и њених корена у мјузиклу. Упоређивана је са Мадоном која је рекла да у Гаги види сопствени одраз. Гага је изјавила да жели да изврши револуцију у поп музици као што је Мадона урадила. Гага је навела и хеви метал бендове као своје узоре, као што су Iron Maiden, Black Sabbath и Marilyn Manson. Такође наводи Бијонсе као главну инспирацију да започне музичку каријеру.
Гагу је инспирисала њена мајка да се заинтересује за моду, за коју сада каже да је њена главна инспирација и интегрише је у своју музику. Што се стила тиче, Гага је упоређивана са Лијем Боуеријем, Изабелом Блоу и Шер; изјавила је да је као дете упијала Шерин осећај за моду и на основу тога правила свој. Донателу Версаче сматра својом музом, а енглеског модног дизајнера, Александера Маквина као инспирацију. За узврат, Версачеова је назвала Лејди Гагу „свежом Донателом. На Гагу је оставила утицај и принцеза Дајана, којој се диви од свог детињства.
Гага је назвала индијског заштитника алтернативне медицине, Дипака Чопру „истинском инспирацијом” и често је цитирала мисли Раџниша Оша. Гага је изјавила да је на њу утицај имају Ошови радови у смислу да више цени непослушност изражену кроз стваралаштво и једнакост.

### Музички стил и теме
Критичари су анализирали и пажљиво испитали Гагин музички и извођачки стил, пошто је током своје каријере експериментисала са новим идејама и сликама. Она каже да стално изнова „ослобађа” себе, што је привлачи од детињства. Гага је алт, са опсегом од B♭2 до 5. Редовно је мењала свој вокални стил и сматра Born This Way „много вокалнијим у складу са оним за шта сам одувек била способна”. Резимирајући њен глас, Entertainment Weekly је написао: „Иза начина на који користи свој глас крије се огромна емоционална интелигенција. Скоро никада не преплављује песму својим вокалним способностима, препознајући уместо тога да се уметност може наћи у нијансама, а не у снази плућа.”
Камил Паља из The Sunday Times-а је назвала Гагине песме „без дубине”, али је Еван Соди из PopMatters-а рекао да она „готово без напора успева да вас натера да се крећете и играте”. Гага верује да се „сва добра музика може свирати на клавиру и да и даље звучи као хит”. Сајмон Ренолдс је 2010. написао: „Све у вези са Гагом је дошло из електроклеша, осим музике, која није искључиво из 1980-их, само немилосрдно привлачни поп глазиран са ототјуном и попраћен ритмовима РнБ-ја.”
Гагине песме покривају широк спектар концепата; The Fame говори о жудњи за славом, док његов наставак, The Fame Monster изражава мрачну страну славе кроз метафоре чудовишта. The Fame је електропоп и денс-поп албум који има утицаје попа из 1980-их и европопа из 1990-их, док The Fame Monster приказује Гагин укус за пастиш, ослањајући се на „глам у арени седамдесетих, живахни диско ABBA-е и слатких повратних речи Stacey Q”. Born This Way има текстове на енглеском, француском, немачком и шпанском и садржи учестале теме у Гагиним контроверзним текстовима, као што су секс, љубав, религија, новац, дрога, идентитет, ослобођење, сексуалност, слобода и индивидуализам. Албум истражује нове жанрове, као што су електронски рок и техно.
Теме на албуму Artpop се врте око Гагиних личних погледа на славу, љубав, секс, феминизам, самооснаживање, превазилажење зависности и реакције на медијске критике. Billboard описује Artpop као „кохерентно каналисање РнБ-ја, техно, диско и рок музике”. Са албумом Cheek to Cheek, Гага се окушала у џез жанру. Албум Joanne је, истражујући жанрове кантрија, фанка, попа, денса, рока, електронске музике и фолка, био под утицајем њеног личног живота. Саундтрек A Star Is Born садржи елементе блуз рока, кантрија и баблгам попа. Billboard каже да текстови на албуму говоре о жељи за променом, борби, љубави, романтици и повезивању, описујући музику као „безвременску, емотивну, грубу и искрену. Звуче као песме које су написали извођачи који су, искрено, крајње збркани, али ударају до сржи слушаоца”. На албуму Chromatica, Гага се вратила својим денс-поп коренима и говори о својој борби са душевним здрављем. Њен други албум са Тонијем Бенетом, Love for Sale, састоји се од посвете Коулу Портеру.

### Спотови и сцена
Уз сталне промене костима и провокативну визуелну слику, Гагини музички спотови се често описују као кратки филмови. Спот за „Telephone” донео је Гаги Гинисов рекорд за највише пласмана производа у споту. Према аутору Кертису Фогелу, спот истражује бондаж и садомазохизам и истиче преовлађујуће феминистичке теме. Главне теме њених музичких спотова су секс, насиље и моћ. Она себе назива „помало феминисткињом” и тврди да она „сексуално оснажује жене”.  ју је рангирао на шесто место на својој листи „100 најбољих извођача музичких спотова свих времена” 2020. године, наводећи да ће „име ’Лејди Гага’ заувек бити синоним за музичке спотове који мењају културу”.
Гага је себе назвала перфекционисткињом када су у питању њени разрађени наступи. Њени наступи су описани као „веома забавни и иновативни”; MTV News окарактерисао је наступ за песму „Paparazzi” на додели МТВ видео музичких награда 2009. као „запањујућим”. Наставила је крвљу натопљену тему током турнеје The Monster Ball Tour, што је изазвало протесте у Енглеској од стране породичних група и обожавалаца након пуцњаве у Камбрији, у којој је таксиста убио 12 људи, а затим и себе. На додели МТВ видео музичких награда 2011, Гага се појавила у дрегу као њен мушки алтер его, Џо Калдероне, и одржала монолог о љубави пре него што је извела своју песму „You and I”. Као Гагина кореографкиња и креативна директорка, Лоријен Гибсон је четири године обезбеђивала материјал за њене наступе и музичке спотове пре него што ју је 2014. заменио њен асистент, Ричард Џексон.
У чланку за Billboard из октобра 2018, Ребека Шилер је пратила Гагину видеографију од „Just Dance” до објављивања филма Звезда је рођена. Шилерова је приметила како се, након периода Artpop, Гагин огољени приступ музици огледа у клиповима за синглове албума Joanne, узимајући за пример музички спот водећег сингла, „Perfect Illusion” где је певачица „[одбацила] детаљну одећу и остаје у шортсу и мајици, док изводи песму на пустињској забави”. Наставила је са њеним наступима у филму, као и њеном сценском личношћу.

## Имиџ у јавности
Јавни пријем њене музике, смисла за моду и личности је поларизована. Због њеног утицаја на модерну културу и успона до глобалне славе, социолог Матје Дефлем са Универзитета у Јужној Каролини нуди курс под називом „Лејди Гага и социологија славних” од почетка 2011. са циљем да открије „неке од социолошки релевантне димензије славе Лејди Гаге”. Када се Гага накратко састала са тадашњим председником, Бараком Обамом на прикупљању средстава за кампању за људска права, сматрао је да је интеракција „застрашујућа” јер је носила штикле од 40 cm, што је чини највишом женом у просторији. Године 2009, када ју је интервјуисала Барбара Волтерс за свој годишњи специјал ABC News-а, 10 најфасцинантнијих људи, Гага је одбацила тврдњу да је интерсексуална као урбану легенду. Одговарајући на питање о овом питању, она је изразила своју наклоност према андрогинији. У чланку The Sunday Times-а из 2010. године, Камил Паља је Гагу назвала „више крадљивцем идентитета него еротском разбијачицом табуа, мејнстрим произведеним производом који тврди да пева за наказе, бунтовнике и обесправљене када она није ништа од тога”.
Гагин необичан смисао за моду такође је послужио као важан аспект њеног карактера. Током њене ране каријере, чланови медија упоређивали су њене модне изборе са онима Кристине Агилере. У 2011. години, 121 жена се окупила на додели награда Греми обучена у костиме сличне онима које је носила Гага, што је донело Гинисов светски рекорд 2011. за највеће окупљање имитатора Лејди Гаге. „Global Language Monitor” прогласио је „Лејди Гагу” за најбољу модну реч, а њен заштитни знак „без панталона” на трећем месту. Entertainment Weekly ставио је њену одећу на своју листу „најбољих” на крају деценије, рекавши да је „увела уметност перформанса у мејнстрим”. Часопис  ју је рангирао као број један на својој листи „Најбоље одевене звезде 2021.”, написавши да је „[Гага] шетала улицама у високом модном дизајну, од скулптуралног броја сисакера до црне хаљине са корсетом од чипке — сваком од њих додајући елегантне додатке, штиклама до неба и ретро нијансама — као од шале.”
Time је Гагу ставио на своју листу 100 модних икона свих времена, наводећи: „Лејди Гага је једнако озлоглашена по свом нечувеном стилу као и по својим поп хитовима... [Гага] носи одећу направљену од пластичних мехурића, лутака Жапца Кермита и сировог меса.” Гага је на додели МТВ видео музичких награда 2010. носила хаљину направљену од сирове говедине, коју су допуниле чизме, торбица и шешир такође направљени од сирове говедине. Делимично награђена као признање за хаљину, Vogue ју је прогласио једном од најбоље одевених људи 2010, а Time је прогласио хаљину за модни комад године. Привукла је пажњу светских медија; организација за права животиња, PETA сматрала је то увредљивим. Хаљина од меса била је изложена у Националном музеју жена у уметности 2012, а ушла је у Дворану славних рокенрола у септембру 2015. године.
Гагини обожаваоци је зову „Mother Monster”, а она их често назива „Little Monsters”, фраза коју је тетовирала на себи. У свом чланку „Лејди Гага је пионир онлајн фандом културе какву познајемо” за Vice, Џејк Хол је написао да је Гага инспирисала неколико наредних брендова обожавалаца, попут оних Тејлор Свифт, Ријане и Џастина Бибера. У јулу 2012, Гага је такође суоснивала услугу друштвеног умрежавања, LittleMonsters.com, посвећену њеним обожаваоцима. Према Гинисовој књизи рекорда, била је најпраћенија особа на Twitter-у од 2011. до 2013. године, најпознатија славна личност 2013. и најмоћнија поп звезда 2014. Уврштена је на Forbes-овој листи славних 100 од 2010. до 2015, а затим од 2018. до 2020. године, а на врху листе 2011. Зарадила је 62 милиона, 90 милиона, 52 милиона, 80 милиона, 33 милиона и 59 милиона долара од 2010. до 2015. и 50 милиона, 39 милиона и 38 милиона долара између 2018. и 2020. године. Гага се такође појавила на њиховој листи најмоћнијих жена света од 2010. до 2014. године. Часопис  ју је прогласио за једну од 100 најутицајнијих људи на свету 2010. и 2019. године, а заузела је друго место међу најутицајнијим људима у последњих десет година 2013, по анкети читалаца. Billboard је Гагу прогласио највећом поп звездом 2009. и доделио јој почасно признање 2010. и 2011. године.
У марту 2012, Гага је била на четвртом месту на Billboard-овој листи најбољих зарађивача новца у 2011. са зарадом од 25 милиона долара, што укључује продају албума Born This Way и њене The Monster Ball Tour. Следеће године била је на врху Forbes-ове листе најзарађиванијих славних личности млађих од 30 година, на којој је такође била на врху 2011. године, а у фебруару 2016. часопис је проценио њену нето вредност на 275 милиона долара. У децембру 2019, Гага је заузела 10. место на -овој листи најуспешнијих музичара деценије са зарадом од 500 милиона долара у 2010-им. Била је четврта музичарка са највећом зарадом на листи.

## Активизам

### Филантропија
Након што је одбила позив да се појави на синглу „We Are the World 25 for Haiti” (због проба за њену турнеју) у корист жртава земљотреса на Хаитију 2010, Гага је у јануару 2010. донирала приход фонду за помоћ од свог концерта у Радио сити мјузик холу. Сав профит од њене онлајн продавнице тог дана такође је дониран, а Гага је објавила да је за фонд прикупљено 500.000 долара. Неколико сати након што су земљотрес и цунами у Тохоку 2011. погодили Јапан, Гага је на твитовала везу до јапанских молитвених наруквица. Сав приход од наруквица, које је дизајнирала у сарадњи са компанијом, донирала је хуманитарној помоћи; приход је био 1,5 милиона долара. У јуну 2011, Гага је наступила на добротворној емисији MTV Јапана у Макухари Месеу, која је прикупљала приходе за Јапански Црвени крст.
Године 2012, Гага се придружила кампањи Artists Against Fracking. Тог октобра, Јоко Оно је дала Гаги и још четворо активиста награду Ленононо за мир у Рејкјавику, на Исланду. Следећег месеца, Гага је обећала да ће донирати милион долара Америчком Црвеном крсту за помоћ жртвама урагана Сенди. Гага је такође доприноси борби против ХИВ-а и сиде, усредсређујући се на образовање младих жена о ризицима болести. У сарадњи са Синди Лопер, Гага је удружила снаге са MAC Cosmetics-ом како би покренула линију ружева у оквиру њихове додатне козметичке линије, Viva Glam. Продаја је прикупила више од 202 милиона долара за борбу против ХИВ-а и сиде.
У априлу 2016, Гага се придружила потпредседнику, Џоу Бајдену на Универзитету у Невади како би подржала Бајденову кампању, На нама је, док је путовао на факултете у име организације, у којој је 250.000 студената са више од 530 колеџа потписало обећање о солидарности и активизму. Два месеца касније, Гага је присуствовала 84-годишњој америчкој конференцији градоначелника у Индијанаполису, где се придружила Далај Лами како би разговарали о моћи љубазности и како да свет учинимо саосећајнијим местом. Због њеног састанка са Далај Ламом, кинеска влада је додала Гагу на листу непријатељских страних сила, а кинеским веб-сајтовима и медијским организацијама је наређено да престану да постављају или дистрибуирају њене песме. Одељење за јавност Комунистичке партије Кине такође је издало налог државним медијима да осуде овај састанак.
У априлу 2020, Гага је курирала телевизијски добротворни концерт, One World: Together at Home, у сарадњи са Global Citizen-ом у корист Фонда солидарности Светске здравствене организације за одговор на ковид 19. Специјална акција је прикупила 127 милиона долара, што је према Forbes-у „ставља у ранг са другим легендарним прикупљањем средстава, Live Aid, као хуманитарним концертом са највећом зарадом у историји”.
У знак признања за њен допринос покрету Black Lives Matter, Гага је у јануару 2021. године добила награду Јоланде Дениз Кинг од Центра Кинг. У свом говору о прихватању, осудила је расизам и надмоћ белаца и осврнула се на своју друштвену одговорност као уметник високог профила и белкиње.

### 
Године 2012, Гага је покренула Born This Way Foundation (BTWF), непрофитну организацију која се усредсређује на оснаживање младих. Име је добио по њеном синглу и албуму из 2011. Власница медија, Опра Винфри; књижевник, Дипак Чопра и америчка секретарка за здравство и социјалне услуге, Кетлин Себелијус, говорили су на инаугурацији фондације на Универзитету Харвард. Првобитно финансирање фондације чинило је 1,2 милиона долара од Гаге, 500.000 долара од MacArthur Foundation-а и 850.000 долара од Barneys New York-а. У јулу 2012, BTWF се удружио са Office Depot-ом, који је донирао 25% продаје, најмање милион долара серије ограничених издања школских производа. Иницијативе фондације чиниле су „Born Brave Bus” који ју је пратио на турнеји као центар за свраћање младих као иницијатива против малтретирања.
У октобру 2015, у Центру за емоционалну интелигенцију Јејла, Гага се придружила 200 средњошколаца, креатора политике и академских званичника, укључујући Питера Саловеја, да разговарају о начинима препознавања и каналисања емоција ка позитивним резултатима. Године 2016, фондација се удружила са Intel-ом, Vox Media-ом и Re/code-ом у борби против онлајн узнемиравања. Приход од продаје 99. издања часописа V, у којем су били Гага и Кини, дониран је фондацији. Гага и Елтон Џон објавили су линију одеће и додатака, Love Bravery за Macy's у мају. 25% сваке куповине подржава Гагину фондацију и . Гага је била у партнерству са Starbucks-ом недељу дана у јуну 2017. године у кампањи „Cups of Kindness”, где је компанија донирала фондацији 25 центи од неких продатих пића. Такође се појавила у видео-запису компаније Staples Inc. за прикупљање средстава за фондацију и .
На Светски дан љубазности 2018, Гага се удружила са фондацијом како би донела храну и помоћ у склониште Црвеног крста за људе који су били приморани да напусте домове због пожара у Калифорнији. Фондација се такође удружила са Starbucks-ом и SoulCycle-ом како би захвалила калифорнијским ватрогасцима за њихов рад на пружању помоћи током кризе. Певачица је претходно морала да евакуише сопствени дом током пожара у Вулзи који се проширио деловима Малибуа.
У марту 2019, написала је писмо присталицама Born This Way Foundation-а, најављујући покретање новог програма за пројекат прве помоћи за душевно здравље тинејџера са Националним саветом за здравље понашања. Гага је у свом писму открила своје личне борбе са душевним здрављем и како је успела да добије подршку која јој је спасила живот: „Знам шта значи имати некога да ме подржава и разуме кроз шта пролазим, а свака млада особа у свету треба да има коме да се обрати када су повређени. То је спасило мој живот, а спасаће и њихов.” У септембру 2020, Гага је објавила антологијску књигу, Channel Kindness: Stories of Kindness and Community, која садржи педесет једну причу о доброти, храбрости и отпорности младих људи широм света које је прикупио Born This Way Foundation, а представила је сама. Промовирала ју је 21-дневним изазовом љубазности на својим друштвеним медијима, користећи хаштаг „BeKind21”. Године 2021, Гага је сарађивала са кућом шампањца, Dom Pérignon на издавању ограниченог издања боца Rosé Vintage 2005, заједно са скулптуром коју је дизајнирала. 110 ексклузивних комада било је продато на приватним распродајама, а профит је коришћен у сврхе фондације. На Светски дан љубазности 2021, Гага је објавила 30-минутни специјал, под називом The Power of Kindness, као део програма фондације, Channel Kindness у којем је заједно са стручњаком за ментално здравље, др Алфи Бреланд-Нобл и групом од једанаест младих људи, истраживала везу између љубазности и душевног здравља.

### ЛГБТ заговарање
Гага је бисексуалка и активно подржава ЛГБТ права широм света. Она приписује велики део свог раног успеха као мејнстрим извођача својим геј обожаваоцима и сматра се геј иконом. На почетку своје каријере имала је потешкоћа са емитовањем на радију и изјавила је: „Прекретница за мене је била геј заједница”. Захвалила се FlyLife-у, ЛГБТ маркетиншкој компанији са Менхетна са којом ради њена издавачка кућа, Interscope, у белешкама за The Fame. Један од њених првих телевизијских наступа био је у мају 2008. на додели награда NewNowNext, коју је емитовала ЛГБТ телевизијска мрежа, Logo TV.
Гага је говорила на националном маршу за равноправност 2009. у Вашингтону у знак подршке ЛГБТ покрету. Присуствовала је додели МТВ видео музичких награда 2010. у пратњи четири геја и лезбејки који су бивши припадници Оружаних снага Сједињених Држава који нису били у могућности да отворено служе у складу са политиком америчке војске „не питај, не причај”, која је забрањивала отворену хомосексуалност у војсци. Гага је преко YouTube-а позвала своје обожаваоце да контактирају своје сенаторе у покушају да пониште ту политику. Септембра 2010. говорила је на скупу Службе за правну одбрану у Портланду, у Мејну. Након овог догађаја, The Advocate ју је назвао „жестоким заговорником” хомосексуалаца и лезбејки.
Гага се појавила на Европрајду, међународном догађају посвећеном ЛГБТ поносу, у Риму у јуну 2011. Она је критиковала лоше стање права гејева у многим европским земљама и описала геј људе као „револуционаре љубави”. Касније те године, њу је поменуо тинејџер, Џејми Родемајер у сатима пре своје смрти, твитујући „@ladygaga збогом mother monster, хвала ти за све што си урадила, заувек шапе горе”. Родемајерово самоубиство подстакло је Гагу да се састане са тадашњим председником, Бараком Обамом како би се позабавила малтретирањем против гејева у америчким школама. Године 2011, такође је рукоположена за свештеника од стране једног манастира, како би могла да служи венчање две пријатељице.
У јуну 2016, током бдења одржаног у Лос Анђелесу за жртве напада у ноћном геј клубу Пулс у Орланду, Гага је наглас прочитала имена 49 људи убијених у нападу и одржала говор. Касније тог месеца, Гага се појавила у видео-запису кампање за људска права жртвама напада. Противила се председничкој кампањи Доналда Трампа и његовој војној забрани трансродних особа. Подржала је бившу државну секретарку, Хилари Клинтон на председничким изборима 2016. Године 2018, меморандум који је процурио из Трампове канцеларије открио је да његова администрација жели да промени законску дефиницију рода, како би уклонили трансродне Американце. Гага је била једна од многих познатих личности које су га прозвале и прошириле кампању #WontBeErased на својих 77 милиона пратилаца на Twitter-у. У јануару 2019, током једног од својих наступа Enigma, критиковала је потпредседника, Мајка Пенса због његове супруге, Карен Пенс, која ради у евангелистичкој хришћанској школи у којој су ЛГБТ особе одбијене, назвавши га „најгорим приказом онога што значи бити хришћанин”. Гага је такође изјавила: „Ја сам хришћанка, а оно што знам о хришћанству је да немамо предрасуде и да су сви добро дошли”.

## Утицај
Гага је проглашена за „краљицу попа” по Rolling Stone-у за 2011. на основу рекордне продаје и метрике друштвених медија. Године 2012. заузела је четврто место на листи -а за најбоље жене у музици и постала део привремене изложбе The Elevated. From the Pharaoh to Lady Gaga, којом је обележена 150-годишњица Народног музеја у Варшави.
Гага је често сматрана пиониром за коришћење контроверзи како би скренула пажњу на различита питања. Према Френки Гредон из The Independent-а, Гага — која је носила хаљину од меса како би истакла своје гађење према политици америчке војске „не питај, не причај” — утицала је на протестно облачење на црвеном тепиху. Због успеха албума The Fame — Rolling Stone га је 2013. уврстио међу 100 најбољих дебитантских албума свих времена — Гага се сматра једним од музичара који су популаризовали синтипоп крајем 2000-их и почетком 2010-их. Скот Харди, извршни директор Polaroid-а, похвалио је Гагу што је инспирисала обожаваоце и блиску интеракцију са њима на друштвеним медијима.
Према Келефану Санеу из The New Yorker-а, „Лејди Гага је отворила пут жестоким поп звездама третирајући своју славу као уметнички пројекат који се развија”. Са албумом Born This Way као једним од 50 најбољих женских албума свих времена, Роб Шефилд из Rolling Stone-а сматра да је „тешко сетити се света у коме нисмо имали Гагу, иако смо прилично сигурни да је био много досаднији”. Године 2015, Time је такође приметио да је Гага „практично измислила тренутну еру поп музике као спектакл”. Гага и њен рад утицали су на разне извођаче, као што су Мајли Сајрус, Ники Минаж, Ели Гулдинг, Холси, Џенифер Лопез, Бијонсе, Ник Џонас, Сем Смит, Ноа Сајрус, Кетрин Лангфорд, , , Грејсон Чанс, Карди Би, Рина Савајама, , Медисон Бир, Рен, , Биби Рекса, , Селест, Ким Петрас, Џоџо Сива, Пабло Витар, Ава Макс, Дожа Кет и Чејанг.
Нови род папрати, Gaga, и три врсте, G. germanotta, G. monstraparva и Kaikaia gaga, названи су у њену част. Име monstraparva алудира на Гагине обожаваоце, познате као Little Monsters, јер је њихов симбол испружена „канџа чудовишта”, која подсећа на чврсто смотани лист младе папрати пре него што се развије. По Гаги су такође названи и изумрли сисар, Gagadon minimonstrum, и паразитска оса, Aleiodes gaga.
У мају 2021. године, да би прославила десету годишњицу албума Born This Way и његов културни утицај, градоначелница Вест Холивуда, Линдси П. Хорват уручила је кључ града Гаги и прогласила 23. мај као „Born This Way Day”. Улична слика са верзијом геј заставе Данијела Квазара (која садржи транс и квир особе у боји) са насловом албума такође је представљена на Булевару Робертсон као омаж албуму и томе како је инспирисао ЛГБТ заједницу година.

## Достигнућа
Гага је освојила дванаест награда Греми, Оскара, две награде Златни глобус, награду БАФТА, три награде Брит, шеснаест Гинисова рекорда и инаугурациону награду за савремену икону Дворане славних текстописаца. Добила је награду за младе уметнике National Arts Awards-а, која одаје признање појединцима који су показали достигнућа и вођство на почетку своје каријере, награду за уметнике Џејн Ортнер од Музеја Греми 2016. и награду Националног одбора за рецензије за најбољу глумицу 2018. Гага је такође добила признање Савета модних дизајнера Америке наградом модне иконе. Године 2019. постала је прва жена која је освојила Оскара, Греми, награду БАФТА и Златни глобус у једној години за допринос саундтреку филма Звезда је рођена. На додели МТВ видео музичких награда 2020, награђена је инаугурационом трајкон наградом која представља достигнуће у три (или више) поља забаве.
Призната од стране Billboard-а за највећу поп звезду у 2009. години, са почасним признањем 2010. и 2011. и за жену године 2015, Гага се узастопно појављивала на листи уметника године часописа (постигавши прво место 2010) и рангирала 11. на листи најбољих извођача 2010-их. Она је глумица која је најдуже била на Billboard-овој листи Dance/Electronic Albums са 211 недеља на првом месту, док The Fame (2008) држи рекорд за највише времена на врху у историји листе, са 142 недеље узастопно. Гага је такође била укључена у неколико Forbes-ових ранг-листа моћи, заузела је четврто место на -овој листи најбољих жена у музици (2012), а Time ју је прогласио за једну од 100 најутицајнијих људи на свету 2010. и 2019. године. Њен албум Born This Way (2011) представљен је на Rolling Stone-овој ревизији 2020. њихових 500 најбољих албума свих времена, док су песма „Bad Romance” и њен музички спот били међу 500 најбољих песама свих времена Rolling Stone-а и 100 најбољих музичких спотова свих времена у 2021. годни.
Гага је један од најпродаванијих извођача на свету, са процењеном продајом од 124 милиона албума до 2014. године, а произвела је неке од најпродаванијих синглова свих времена. Зарадила је више од 512,3 милиона долара прихода од концертних турнеја и резиденција, поставши пета жена која је премашила укупан износ од пола милијарде, како је саопштено Billboard Boxscore-у, док је добила награду Pollstar-а за поп турнеју деценије (2010-их). Она је једанаести најбољи дигитални извођач синглова у Сједињеним Државама, са 85,5 милиона еквивалентних јединица сертификованих према Америчком удружењу дискографских кућа, била је прва жена која је добила њихов дигитално-дијамантски сертификат, један од три извођача са најмање две песме са дијамантским сертификатом („Bad Romance” и „Poker Face”), и први и једини извођач који има две песме које имају седам милиона преузимања („Poker Face” и „Just Dance”). До краја 2020. године, са песмама „Just Dance”, „Poker Face”, „Bad Romance” и „Shallow”, постала је прва извођачица која је остварила четири сингла која су продата у 10 милиона примерака широм света.

## Дискографија
| Соло студијски албуми - (2008) (реиздат 2009. као ) - (2011) - (2013) - (2016) - (2020) - (2025) | Заједнички студијски албуми - (са Тонијем Бенетом) (2014) - (са Тонијем Бенетом) (2021) |

## Турнеје и резиденције
| Главни концерти - (2009) - (2009—2011) - (2012—2013) - (2014) - (2017—2018) - (2022) Заједнички главни концерти - (са Тонијем Бенетом) (2014—2015) | Промотивни концерти - (2013) - (2016) Резиденције - (2014) - (2018—2021) |

## Филмографија
- Мачета убија (2013)
- Град греха: Убиства вредна (2014)
- (2017)
- Звезда је рођена (2018)
- Гучијеви (2021)
- Џокер: Лудило у двоје (2024)